# Aérodrome de Lanyu-île des Orchidées
L'aérodrome de Lanyu, île des Orchidées (en chinois traditionnel : 蘭嶼機場 ; pinyin : Lányǔ Jīchǎng); (code IATA : KYD • code OACI : RCLY)) est l'aéroport desservant l'île des Orchidées, Taïwan. Le nom local de l'île est Ponso no Tao.

## Histoire
L'aérodrome a d'abord été à visée militaire avant d'être entièrement civil depuis 1977.

## Situation
| \| 20 km1:1 721 000 \| Taipei-Taoyuan Taipei Songshan Kaohsiung Taichung Tainan Hualien Chiayi Lutao Hengchun Kinmen Magong Beigan Nangan Lanyu · île des Orchidées Pingtung Tchimeï Taitung Wangan |
| 20 km1:1 721 000 |

## Compagnie et destinations
| Compagnies | Destinations |
| ---------- | ------------ |
| Daily Air  | Taïtung      |

## Statistiques
Pour des raisons techniques, il est temporairement impossible d'afficher le graphique qui aurait dû être présenté ici.

Voir la requête brute et les sources sur Wikidata.